# Équipe de Tunisie de volley-ball en 1988
L'équipe de Tunisie de volley-ball termine, pour sa deuxième participation consécutive aux Jeux olympiques, à la douzième place avec sept défaites en autant de matchs. Durant cette même année, l'équipe remporte son troisième titre arabe à Riyad.

## Matchs
| Date              | Lieu  | Adversaire   | Score                 | Durée | Compétition | Meilleur marqueur | Référence |
| 18 septembre 1988 | Séoul | Argentine    | 0-3 (5-15 11-15 6-15) | -     | JO          | -                 |           |
| 19 septembre 1988 | Séoul | France       | 0-3 (10-15 3-15 9-15) | -     | JO          | -                 |           |
| 22 septembre 1988 | Séoul | Pays-Bas     | 0-3 (6-15 10-15 5-15) | -     | JO          | -                 |           |
| 24 septembre 1988 | Séoul | Japon        | 0-3 (4-15 11-15 7-15) | -     | JO          | -                 |           |
| 26 septembre 1988 | Séoul | États-Unis   | 0-3 (4-15 6-15 4-15)  | -     | JO          | -                 |           |
| 28 septembre 1988 | Séoul | Italie       | 0-3 (2-15 2-15 5-15)  | -     | JO          | -                 |           |
| 30 septembre 1988 | Séoul | Corée du Sud | 0-3 (11-15 9-15 7-15) | -     | JO          | -                 |           |

JO : match des Jeux olympiques 1988.

## Sélections
Sélection pour les Jeux olympiques 1988
- Faycal Ben Amara, Mohamed Sarsar, Rachid Boussarsar, Lotfi Ben Slimane, Msaddak Lahmar, Hedi Boussarsar, Abderrazak Ben Massaoud, Raouf Chenoufi, Mourad Tebourski, Abdelaziz Ben Abdallah, Hichem Ben Amira, Fethi Ghariani
- Entraîneur :  Hubert Wagner